# ابرسدورف بای کوبورگ
ابرسدورف بای کوبورگ (به آلمانی: Ebersdorf bei Coburg) یک شهر در آلمان است که در Coburg واقع شده‌است. ابرسدورف بای کوبورگ ۶٬۲۲۷ نفر جمعیت دارد.